# PGC 2280846
LEDA/PGC 2280846 ist eine Linsenförmige Galaxie vom Hubble-Typ S0 im Sternbild Perseus am Nordsternhimmel, die schätzungsweise 344 Millionen Lichtjahre von der Milchstraße entfernt ist. Im selben Himmelsareal befindet sich u. a. die Galaxie NGC 1169.